# Livernon
Livernon är en kommun i departementet Lot i regionen Occitanien i södra Frankrike. Kommunen ligger i kantonen Livernon som tillhör arrondissementet Figeac. År 2022 hade Livernon 720 invånare.

## Befolkningsutveckling
Antalet invånare i kommunen Livernon
| Referens: INSEE |